# Víktor Logunov
Víktor Alexéyevich Logunov –en ruso, Виктор Алексеевич Логунов– (Moscú, 21 de julio de 1944-10 de octubre de 2022) fue un deportista soviético que compitió en ciclismo en la modalidad de pista.
Participó en los Juegos Olímpicos de Tokio 1964, obteniendo una medalla de plata en la prueba de tándem (haciendo pareja con Imants Bodnieks) y el noveno lugar en el kilómetro contrarreloj.

## Medallero internacional
| Juegos Olímpicos | Juegos Olímpicos | Juegos Olímpicos | Juegos Olímpicos |
| Año              | Lugar            | Medalla          | Competición      |
| ---------------- | ---------------- | ---------------- | ---------------- |
| 1964             | Tokio ( Japón)   | Medalla de plata | Tándem           |